# 烏拉瓦島
烏拉瓦島是太平洋所羅門群島的島嶼，毗鄰馬萊塔島，由馬基拉-烏拉瓦省管轄，島嶼面積65.92平方公里，人口4,429，島上最高點海拔高度181米，平均溫度約攝氏27度，平均年降雨量2,800毫米。
9°46′S 161°57′E / 9.767°S 161.950°E